# Trupanea patagonica
Trupanea patagonica
 es una especie de insecto díptero que Juan Brèthes describió científicamente por primera vez en el año 1908.
Esta especie pertenece al género Trupanea de la familia Tephritidae.